# Lotussoetra
De Lotussoetra (Sanskriet: Saddharmapundarika-soetra) is een van de belangrijkste geschriften van het Mahayana Boeddhisme. Veel Oost–Aziatische mahayanascholen (met name de Tiantai– en Nichiren scholen) beschouwen de soetra als het volledige, definitieve en hoogste onderricht van Sakyamuni Boeddha. Het zou, volgens hen, alle andere teksten overbodig maken.
In de Lotussoetra verhaalt de Boeddha over zijn eigen ervaringen, in de vijftig jaren na zijn verlichting, die op dertigjarige leeftijd plaatsvond. De Lotussoetra vormt de centrale leerstelling van het Nichiren-boeddhisme.

## Achtergrond
De Lotussoetra  is een Mahayana-soetra en onthult het ware aspect van alle verschijnselen en Shakyamuni’s ware identiteit als de boeddha die in een onvoorstelbaar ver verleden verlichting bereikte. In deze soetra legt Shakyamuni uit dat alle mensen boeddhaschap kunnen bereiken.
Er bestaan verschillende Chinese vertalingen van de Sanskriet tekst van dit bekende boeddhistische geschrift. De alom gerespecteerde vertaling van Kumarajiva is getiteld 'De Lotussoetra van de prachtige wet'. In China en Japan duidt 'Lotussoetra' gewoonlijk op deze vertaling van Kumarajiva. Myoho-renge-kyo is de titel van de Lotus Soetra. Nichiren Daishonin gebruikt in zijn geschriften vaak de naam 'Lotussoetra' om Nam Myo-Ho RenGe Kyo mee aan te duiden, oftewel de wet die hij de essentie van de Lotussoetra noemde.

### De boeddhastaat is inherent aanwezig in al wat leeft
De Lotussoetra wordt beschouwd als een van de belangrijkste en meest invloedrijke soetra's ofwel heilige geschriften, van het boeddhisme. Het is van zeer grote waarde in het Mahayana-boeddhisme, dat zich over heel Oost-Azië heeft verspreid.
De kernboodschap is dat boeddhaschap – een doorzien van alle illusies – inherent aanwezig is in al wat leeft. Door deze innerlijke levensstaat verder te ontwikkelen zijn alle mensen in staat hun problemen te overwinnen en een vervuld en actief leven te leiden en midden in de samenleving te staan. In plaats van te wijzen op de vergankelijkheid en de daaruit voortvloeiende noodzaak om aardse verlangens en gehechtheden uit te bannen, benadrukt de Lotussoetra de verheven realiteit van de boeddhastaat die inherent is aan al het leven. Het is dan ook een leer die op diepgaande wijze de realiteit van het dagelijkse leven bevestigt en die aanzet tot een diepe betrokkenheid bij anderen en de menselijke samenleving in haar geheel.
De Lotussoetra is ook uniek onder de leerstellingen van Shakyamuni, omdat zij voor iedereen de weg opent naar het bereiken van verlichting, zonder onderscheid van geslacht, ras, sociale status of opleidingsniveau. Daarom wordt de Lotus Soetra gezien als de diepgaande uitdrukking van Shakyamuni’s compassie om voor alle mensen de weg naar de verlichting te openen.
Er bestaan verschillende Chinese vertalingen van de Lotussoetra (Skt Saddharma-pundarika-sutra; Chin Miao-fa-lien-hua-ching; Jpn Myoho-renge-kyo), waaronder de 5e-eeuwse vertaling van Kumarajiva (344-413) 'Lotussoetra van de prachtige wet', die het hoogst stond aangeschreven en de basis vormt van de leerstellingen die zich in China en Japan hebben verspreid.

### Lotussoetra van de prachtige wet
De Chinese boeddhistische leraar T'ient'ai (538-97) verdeelde de Lotussoetra van de prachtige wet in twee delen: de eerste veertien hoofdstukken noemde hij de theoretische leer en de laatste veertien hoofdstukken noemde hij de wezenlijke leer. De theoretische leer geeft de prediking weer van de historische Shakyamuni die wordt afgebeeld als iemand die tijdens zijn leven in India verlichting bereikte. In de wezenlijke leer werpt hij zijn voorlopige status als de historische Shakyamuni af en onthult zijn ware identiteit als de eeuwig verlichte Boeddha. Het belangrijkste onderdeel van de wezenlijke leer is volgens T'ient'ai de onthulling van deze oorspronkelijke en eeuwig verlichte aard van het leven van boeddha Shakyamuni.
Bijna 2.000 jaar na de dood van Shakyamuni bracht Nichiren Daishonin, een 13e-eeuwse Japanse monnik, de diepgaande filosofie van de Lotussoetra tot haar essentie terug en maakte deze tot een beoefening die ieder individu in staat stelt om in de dagelijkse beslommeringen de boeddhastaat, oftewel hoogste levensstaat, te onthullen.
Het 16e hoofdstuk van de Lotussoetra, wordt door de leden van de Soka Gakkai dagelijks gereciteerd, wordt afgesloten met de diepe wens van de Boeddha: Voortdurend ga ik bij mijzelf te rade: hoe kan ik alle levende wezens ertoe aanzetten de onovertroffen weg te betreden, en hen zo snel mogelijk het lichaam van de Boeddha laten verwerven?

## Nam Myo-Ho RenGe Kyo
Nichiren Daishonin (1222-1282) stelde het reciteren van Nam Myo-Ho RenGe Kyo in als de beoefening, waarmee men interne boeddhanatuur activeert en toegang krijgt tot het diepste niveau van het leven, daar waar het eigen leven en dat van het universum een zijn. Op 28 april 1253 leerde hij het reciteren van deze woorden voor het eerst aan een kleine groep mensen bij de tempel Seicho-ji in de provincie Awa in Japan.